# Alfredo Labougle
Alfredo L. Labougle (n. 1888; m. 1972?) fue un abogado y economista argentino que se desempeñó como rector de la Universidad de Buenos Aires.

## Biografía
Titular de la cátedra de Finanzas de la Facultad de Ciencias Económicas de la Universidad de Buenos Aires. Sustentaba en pensamiento crítico hacia el keynesianismo y estaba vinculado a los sectores de grandes empresas organizados en la Unión Industrial Argentina.
Alfredo Labougle se desempeñó como presidente de la Academia Nacional de Ciencias Económicas durante los períodos 1929-1931, 1933-1935, 1937-1939, 1951-1953 y 1955-1972, constituyéndose en el académico que más veces se desempeñó como presidente y durante la mayor cantidad de tiempo (25 años).
En 1942 en su condición de vicerrector asumió el rectorado de la Universidad de Buenos Aires en reemplazo de Carlos Saavedra Lamas, desempeñándose hasta 1943.
Alfredo Lobougle perteneció al grupo nacionalista católico-hispanista que tuvo importante influencia en la Revolución del 43. En 1943 fue designado rector de la Universidad Nacional de La Plata designado por Gustavo Martínez Zuviría cuando se desempeñaba como Ministro de Justicia e Instrucción Pública, bajo la presidencia (de facto) de Pedro Pablo Ramírez (1943-1944). 
Sus restos se encuentran en el Cementerio de la Recoleta.

## Obra
- Carlos Pellegrini: un gran estadista. Sus ideas y su obra (1957), Buenos Aires, Academia de Ciencias Económicas, Ediciones especiales